# Sébastien Ruette
Sébastien Ruette (ur. 22 czerwca 1977 w Nicolet w Kanadzie) – francuski siatkarz pochodzenia kanadyjskiego grający na pozycji atakującego. Były reprezentant Francji i Kanady.